# Шахта имени Гаевого
Шахта имени Гаевого (укр. Шахта імені Гайового) — угледобывающее предприятие (город Горловка Донецкой области, Украина).
Добыча угля в 2001 году составляет 346,555 тысяч тонн. Ранее входила в трест «Калининуголь».
После упразднения трестов шахта № 8 имени Гаевого была объединена с шахтой № 9 «Подземгаз» в шахтоуправление им. Гаевого. В настоящее время входит в ГП «Артемуголь».